# 252e régiment d'infanterie

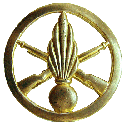
insigne de béret d'infanterie

Le 252e régiment d'infanterie (252e RI) est un régiment d'infanterie de l'Armée de terre française constitué en 1914 avec les bataillons de réserve du 52e régiment d'infanterie.
À la mobilisation, chaque régiment d'active créé un régiment de réserve dont le numéro est le sien plus 200.

## Création et différentes dénominations
- Août 1914 : 252e Régiment d'Infanterie
- Juin 1918 : Dissolution

## Historique des garnisons, combats et batailles

### Première Guerre mondiale

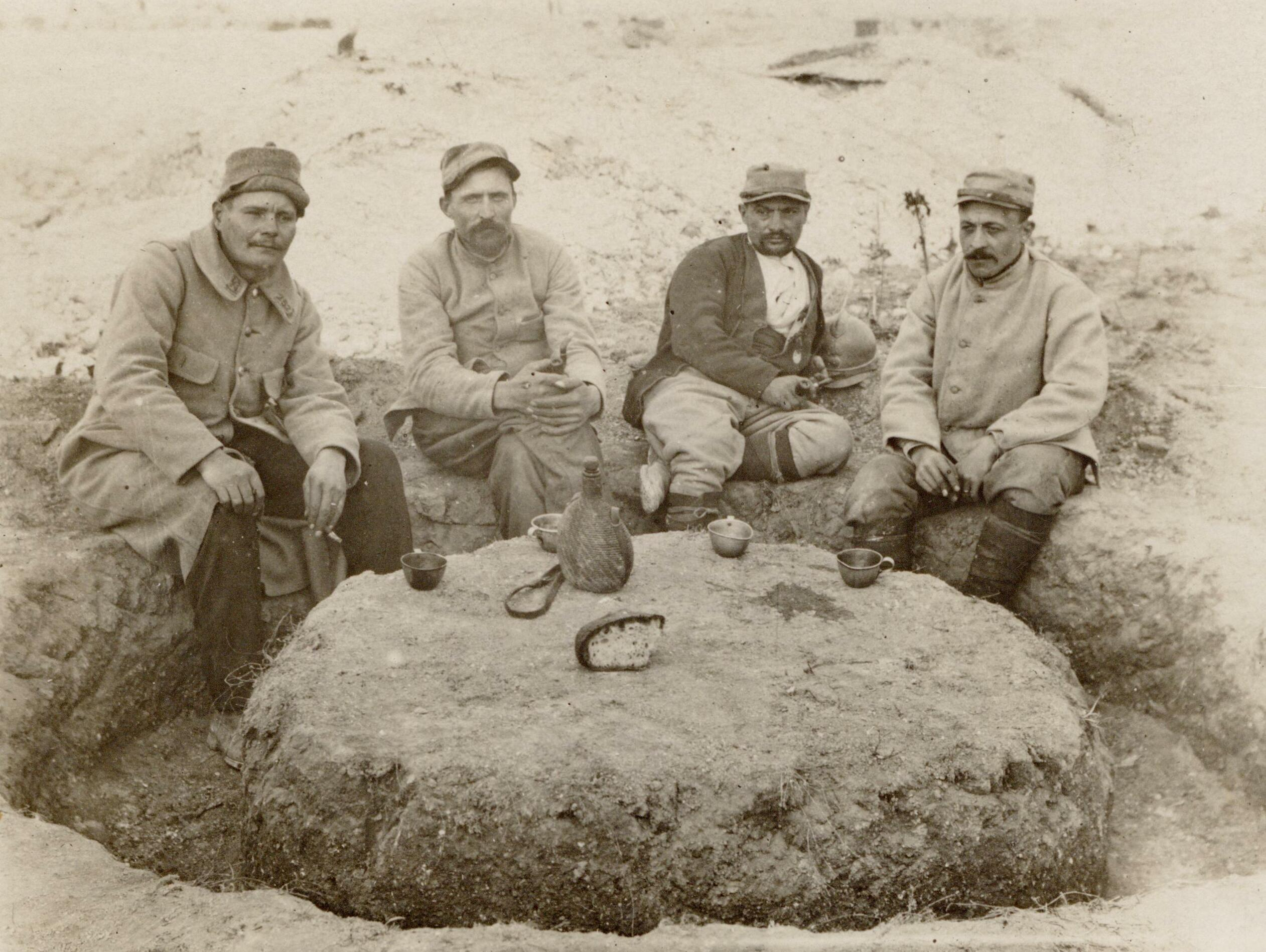
Soldats de 252e régiment d'infanterie en 1915 en Champagne.

#### Affectation
- 64e Division d'Infanterie d'août 1914 à mars 1917
- 157e Division d'Infanterie de mars 1917 à juin 1918

## Drapeau
Il porte, cousues en lettres d'or dans ses plis, les inscriptions suivantes :
- Lorraine 1914
- Verdun 1916

Décorations décernées au régiment

## Sources et bibliographie
- Historique du 252e régiment d'infanterie pendant la guerre 1914-1918, Paris, Berger-Levrault, 1920, 29 p., lire en ligne sur Gallica.